# Santissima Trinità dei Pellegrini
A Santissima Trinità dei Pellegrini egy templomot és kolostort magába foglaló nápolyi épületegyüttes. A 16. században építette a nemesi Pignatelli család a Szentföldre igyekvő légiósok számára. Egyike Nápoly legszebb reneszánsz épületeinek, noha a 18. században átalakították. A templomot kettős lépcsősoron át lehet elérni. Homlokzata Luigi Vanvitelli és Carlo Vanvitelli műve. Nyolcszögletű alaprajzú. Belsőjét Andrea Vaccaro, Francesco Fracanzano valamint Francesco De Mura és Giacinto Diano alkotásai díszítik.